# Il grande labirinto
| Recensione   | Giudizio |
| ------------ | -------- |
| ProgArchives | [ 2 ]    |

Il Grande Labirinto è un album de La Maschera di Cera pubblicato nel marzo del 2003.

## Tracce

### CD
1. Il viaggio nell'oceano capovolto parte 1 – 13:45
2. Il grande labirinto – 9:43
3. Il canto dell'inverno – 3:00
4. Ai confini del mondo – 12:41
5. Il viaggio nell'oceano capovolto parte 2 – 22:35
6. La consunzione – 3:34 – Traccia bonus

### Riedizione 2011
Edizione CD del 2011, pubblicato dalla Mirror Records (MRL 1004)
1. Il viaggio nell'oceano capovolto parte 1 – 13:45
2. Il grande labirinto – 9:43
3. Il canto dell'inverno – 3:00
4. Ai confini del mondo – 12:41
5. Il viaggio nell'oceano capovolto parte 2 – 22:35
6. La consunzione – 3:34 – Traccia bonus - Edit Single
7. Il grande labirinto – 9:37 – Traccia bonus - Alternate Version

## Formazione
- Alessandro Corvaglia - voce, cori, voce preparata, effetti
- Agostino Macor - piano a coda, piano elettrico fender rhodes, organo hammond, mellotron 400, arp odyssey, vcs3, oberheim ob12, minimoog, roland analogic, clavicembalo, clavinet, corde del piano, piano preparato, chitarra elettrica solista gibson les paul, chitarra elettrica armonici gibson les paul, chiodi, martello
- Andrea Monetti - flauto traverso, flauto dolce tenore, effetti, chiavi
- Fabio Zuffanti - chitarre elettriche gibson les paul e epiphone, basso fender jazz blues, basso ibanez 5 corde, bass pedals Roland Pk5, moog taurus bass pedals, oberheim ob12, piatti, effetti

Ospiti
- Antonella Trovato - oboe, arrangiamenti
- Nick Le Rose - chitarra elettrica solista gibson les paul
- Nani Tudor - martello pneumatico
- Crescenzo Amodio - flessibile
- Robbo Vigo - protoois, mare, animali preistorici

Note aggiuntive
- Fabio Zuffanti, Agostino Macor e Robbo Vigo - produzione artistica
- Mauro Moroni - produttore esecutivo
- La Maschera Di Cera - arrangiamenti
- Studio di registrazione Zerodieci, Genova
- Robbo Vigo - ingegnere di registrazione e masterizzazione, editing, missaggio
- Mattia Cominotto - assistente ingegnere di registrazione e masterizzazione
- Fabio Zuffanti e Agostino Macor - assistenti editing e missaggio
- Fabio Zuffanti - progetto copertina
- B&B Sanremo - realizzazione copertina
- Jan Toorop - immagine di copertina
- Robbo Vigo - foto
- Alberto Tagliati / Ofupac - media effects[3]